# Okazanie

Podejrzani z numerami w trakcie okazania

Okazanie – czynność procesowa mająca na celu rozpoznanie osoby, rzeczy, miejsca czy zwłok, na podstawie śladów pamięciowych.